# Surinver
Surinver es una Sociedad Cooperativa de Pilar de la Horadada, España

## Descripción
Surinver es una Sociedad Cooperativa dedicada a la producción y distribución de productos hortofrutícolas situada en Pilar de la Horadada, provincia de Alicante, España.
Actualmente cuenta con más de 450 socios activos que generan una de las actividades más importantes de la localidad y alrededores, dando empleo a más de 1200 familias directas y a unas 3000 personas de forma indirecta.

## Instalaciones
Sus primeras instalaciones se encontraban en una zona de expansión de la localidad.
En el año 2003 se inauguraron unas nuevas instalaciones a las afueras de la población de 40.000 m² totalmente climatizados, sobre una parcela de 103.000 m² y con una capacidad de frío de 35.000 m³. Además la cooperativa cuenta con más de 300 ha de invernaderos, parte de ellos equipados con calefacción, pantalla térmica, etc., así como unas 1600 ha de producción al aire libre entre cítricos y hortalizas.

## Producción
La producción hortofrutícola de la compañía abarca los siguientes productos:
- Apio
- Brócoli
- Escarola
- Lechuga
- Limón
- Maíz
- Naranja
- Pimiento california, wonder, padrón y clovis.
- Sandia fashion
- Calabaza

De entre todos los productos, son el pimiento y la sandía, los que más kilos producen.